# 5枚のカード
『5枚のカード』（ごまいのカード、5 Card Stud）は1968年のアメリカ合衆国の映画。出演はディーン・マーティンなど。

## キャスト
| 役名                 | 俳優                         | 日本語吹替                                                         |
| 役名                 | 俳優                         | 東京12ch版                                                         |
| -------------------- | ---------------------------- | ------------------------------------------------------------------ |
| ヴァン・モーガン     | ディーン・マーティン         | 広川太一郎                                                         |
| ジョナサン・ラッド   | ロバート・ミッチャム         | 小林清志                                                           |
| リリー・ランフォード | インガ―・スティーヴンス      | 此島愛子                                                           |
| ニック・エヴァース   | ロディ・マクドウォール       | 井上真樹夫                                                         |
| ノーラ・エヴァース   | キャサリン・ジャスティス     | 上田みゆき                                                         |
| ママ・マローン       | ルース・スプリングフィールド | 赤木葉子                                                           |
| リトル・ジョージ     | ヤフェット・コットー         | 飯塚昭三                                                           |
| シグ・エヴァース     | デンヴァー・パイル           | 藤本譲                                                             |
| クーパー医師         | ウィット・ビッセル           | 大木民夫                                                           |
| 不明 その他          |                              | 納谷六朗 西山連 仲木隆司 増岡弘 たてかべ和也 藤原登紀子 秋元千賀子 |
|                      |                              |                                                                    |
| 演出                 | 演出                         | 小林守夫                                                           |
| 翻訳                 | 翻訳                         | 桜井洋子                                                           |
| 効果                 | 効果                         | TFC                                                                |
| 調整                 | 調整                         | 山下欽也                                                           |
| 制作                 | 制作                         | 東北新社                                                           |
| 解説                 | 解説                         | 芥川也寸志                                                         |
| 初回放送             | 初回放送                     | 1973年1月25日 『木曜洋画劇場』                                     |

## スタッフ
- 監督：ヘンリー・ハサウェイ
- 製作：ハル・B・ウォリス
- 原作：レイ・ゴールデン
- 脚本：マーガリット・ロバーツ
- 撮影：ダニエル・L・ファップ
- 編集：ウォーレン・ロー
- 音楽：モーリス・ジャール